# 第26回日劇學院賞
←第25回 - 第26回 - 第27回→
第26回日劇學院賞，為針對2000年7月到9月在日本播出的連續劇之投票與評比。最佳作品由堂本剛所主演的《夏之雪》獲得。菅野美穗以《請給我愛》首次獲獎。

## 最優秀作品賞
《夏之雪》
- 讀者票：1.夏之雪（日语：Summer Snow）；2.冠軍大胃王；3.バスストップ
- 記者票：1.夏之雪（日语：Summer Snow）；2.不平凡的勇氣；3.圈套
- 評審票：1.不平凡的勇氣；2.圈套；3.夏之雪（日语：Summer Snow）

## 主演男優賞
堂本剛（夏之雪）
- 讀者票：1.堂本剛（夏之雪（日语：Summer Snow））；2.草彅剛（冠軍大胃王）；3.內村光良（バスストップ）
- 記者票：1.堂本剛（夏之雪（日语：Summer Snow））；2.役所廣司（不平凡的勇氣）；3.草彅剛（冠軍大胃王）
- 評審票：1.役所廣司（不平凡的勇氣）；2.堂本剛（夏之雪（日语：Summer Snow））；3.中山裕介（花村大介）

## 主演女優賞
菅野美穗（請給我愛）
- 讀者票：1.菅野美穗（請給我愛（日语：愛をください））；2.觀月亞里莎（秀逗小護士）；3.安田成美（リミット　もしも、わが子が…）
- 記者票：1.菅野美穗（請給我愛（日语：愛をください））；2.安田成美（リミット　もしも、わが子が…）；3.仲間由紀惠（圈套）
- 評審票：1.安田成美（リミット　もしも、わが子が…）；2.仲間由紀惠（圈套）；3.菅野美穗（請給我愛（日语：愛をください））

## 助演男優賞
香取慎吾（不平凡的勇氣）
- 讀者票：1.小栗旬（夏之雪（日语：Summer Snow））；2.香取慎吾（不平凡的勇氣）；3.今井翼（夏之雪（日语：Summer Snow））
- 記者票：1.香取慎吾（不平凡的勇氣）；2.阿部寬（圈套）；3.佐藤浩市（愛的界限（日语：リミット もしも、わが子が…））
- 評審票：1.香取慎吾（不平凡的勇氣）；2.宮本浩次（日语：宮本浩次 (エレファントカシマシ)）（Friends（日语：Friends (テレビドラマ)））；3.金子賢（誘拐風暴（日语：つぐみへ…～小さな命を忘れない～））

## 助演女優賞
廣末涼子（夏之雪）
- 讀者票：1.廣末涼子（夏之雪（日语：Summer Snow））；2.池脇千鶴（夏之雪（日语：Summer Snow））；3.深田恭子（フードファイト）
- 記者票：1.廣末涼子（夏之雪（日语：Summer Snow））；2.田中美佐子（愛的界限（日语：リミット もしも、わが子が…））；3.中谷美紀（真夏的聖誕節（日语：真夏のメリークリスマス））
- 評審票：1.鈴木京香（不平凡的勇氣）；2.池脇千鶴（夏之雪（日语：Summer Snow））；3.水野美紀（花村大介）

## 新人賞
宮本浩次（Friends）

## 服裝造型賞
藤原紀香（億万長者と結婚する方法）

## 腳本賞
三谷幸喜（不平凡的勇氣）

## 配樂賞
服部隆之（不平凡的勇氣）

## 主題歌賞
近畿小子〈夏の王様〉（夏之雪）

## 卡司賞
《不平凡的勇氣》

## 片頭賞
《夏之雪》

## 監督賞
堤幸彥、保母浩章、大根仁、木村ひさし、山田光廣（圈套）

## 特別賞
《百年物語》